# Kaplanei 1 (Quedlinburg)

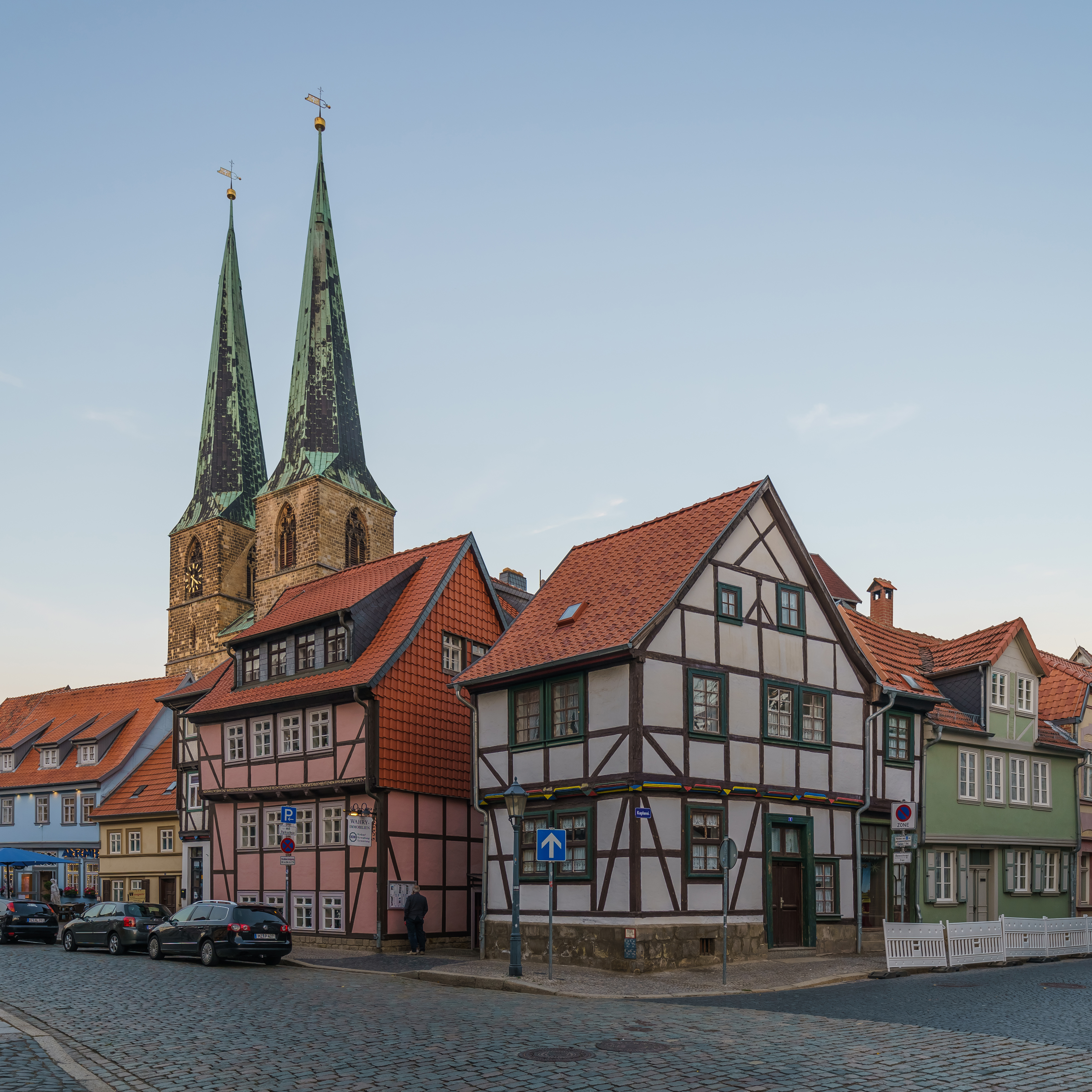
Häuserzeile mit der Kirche St. Nikolai im Hintergrund

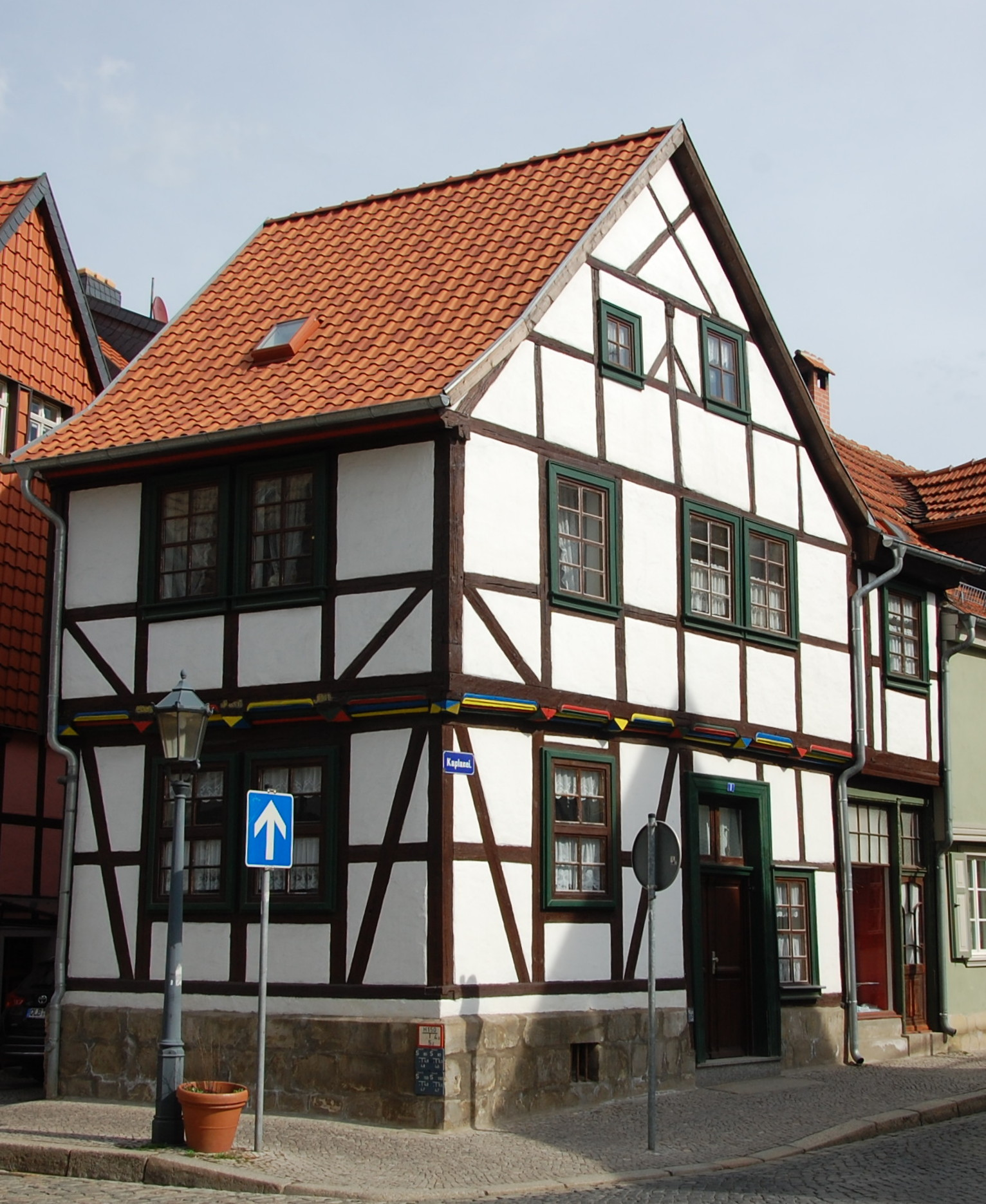
Kaplanei 1 im Jahr 2014

Das Haus Kaplanei 1 ist ein denkmalgeschütztes Gebäude in der Stadt Quedlinburg in Sachsen-Anhalt.

## Lage
Es befindet sich in der historischen Quedlinburger Neustadt an der Ecke zur Pölkenstraße. Es gehört zum UNESCO-Weltkulturerbe und ist im Quedlinburger Denkmalverzeichnis als Wohnhaus eingetragen. Östlich grenzt das gleichfalls denkmalgeschützte Haus Kaplanei 2 an.

## Architektur und Geschichte
Das zweigeschossige Fachwerkhaus entstand um 1700. Die Fassade weist für die Bauzeit typischen Verzierungen wie profilierte Füllhölzer, Schiffskehlen und Pyramidenbalkenköpfe auf. Die Haustür des Gebäudes ist im Stil des Klassizismus gestaltet und stammt aus der Zeit um 1820. Etwa um 1905 wurde in das Erdgeschoss ein Laden im Jugendstil eingefügt.